# Ischnotes
Ischnotes is een kevergeslacht uit de familie van de boktorren (Cerambycidae). De wetenschappelijke naam van het geslacht werd voor het eerst geldig gepubliceerd in 1840 door Newman.

## Soorten
Ischnotes omvat de volgende soorten:
- Ischnotes bakewellii Pascoe, 1859
- Ischnotes cylindraceus Newman, 1840